# Công chúa Kẹo cao su
Công chúa Kẹo cao su, tiếng Anh: Princess Bonnibel Bubblegum (hay còn gọi là Bonnie hoặc PB, đôi khi là P-bubs), là một nhân vật trong loạt phim hoạt hình Giờ phiêu lưu, sáng tạo bởi Pendleton Ward. Nhân vật được Hynden Walch lồng tiếng.
Công chúa Kẹo cao su là "một người làm từ kẹo cao su", cô mang trong mình DNA của người và kẹo, cô là người cai trị Vương quốc Kẹo, nơi những "Người Kẹo" khác sinh sống. Cô là bạn thân với các nhân vật chính của phim là Cậu bé Finn và Chú chó Jake, cô cũng xuất hiện trong tập thử nghiệm của Ward năm 2008.